# گوستا لوفگرن (بازیکن فوتبال، زاده ۱۸۹۱)
گوستا لوفگرن (فنلاندی: Gösta Löfgren; ۱۰ سپتامبر ۱۸۹۱ – ۲۱ فوریهٔ ۱۹۳۲) بازیکن فوتبال اهل فنلاند بود.
از باشگاه‌هایی که در آن بازی کرده‌است می‌توان به اشاره کرد.
وی همچنین در تیم ملی فوتبال فنلاند بازی کرده‌است.